# Bayel
Bayel är en kommun i departementet Aube i regionen Grand Est (tidigare regionen Champagne-Ardenne) i nordöstra Frankrike. Kommunen ligger  i kantonen Bar-sur-Aube som ligger i arrondissementet Bar-sur-Aube. År 2022 hade Bayel 741 invånare.

## Befolkningsutveckling
Antalet invånare i kommunen Bayel
Referens: INSEE

## Galleri

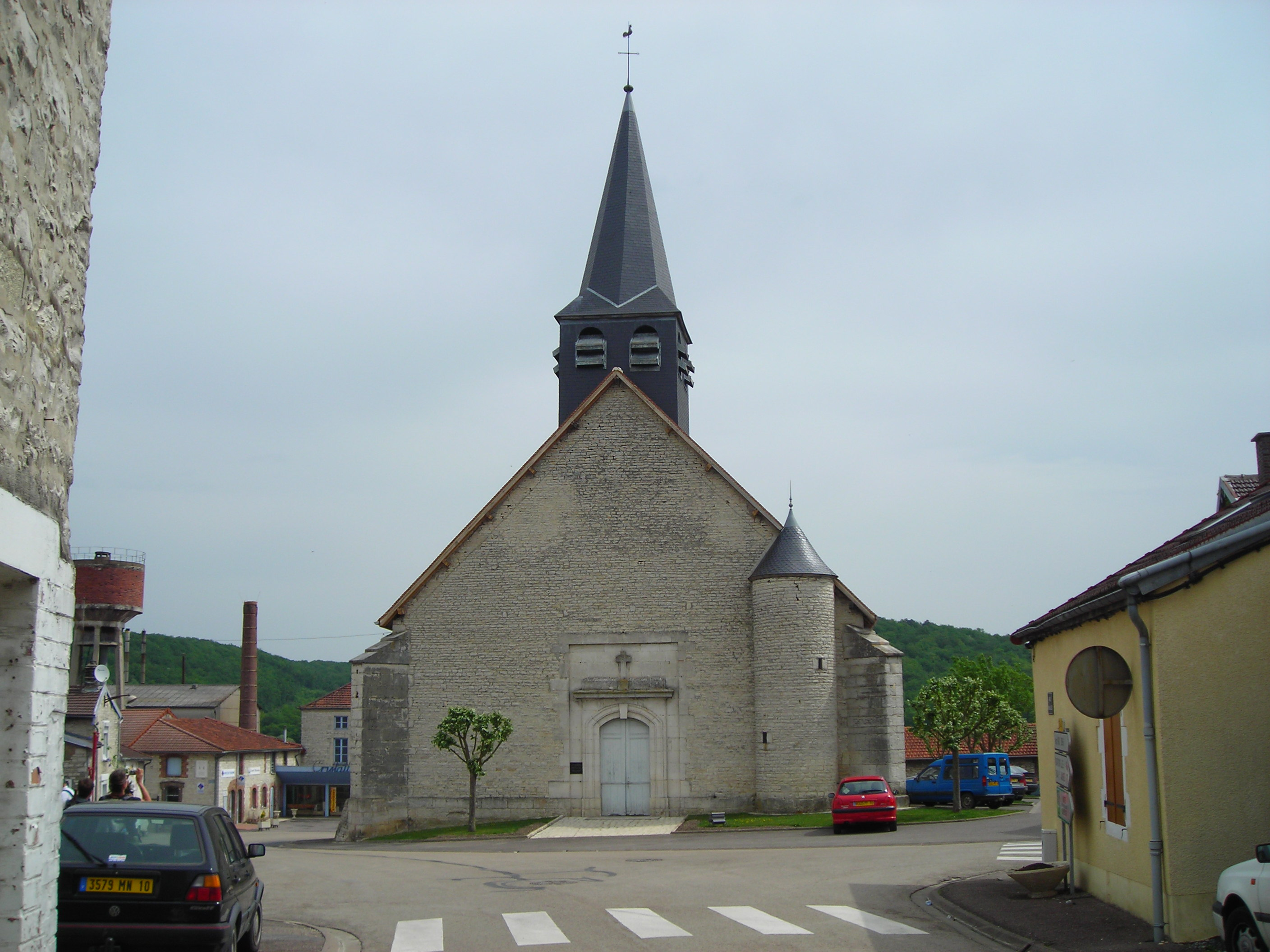
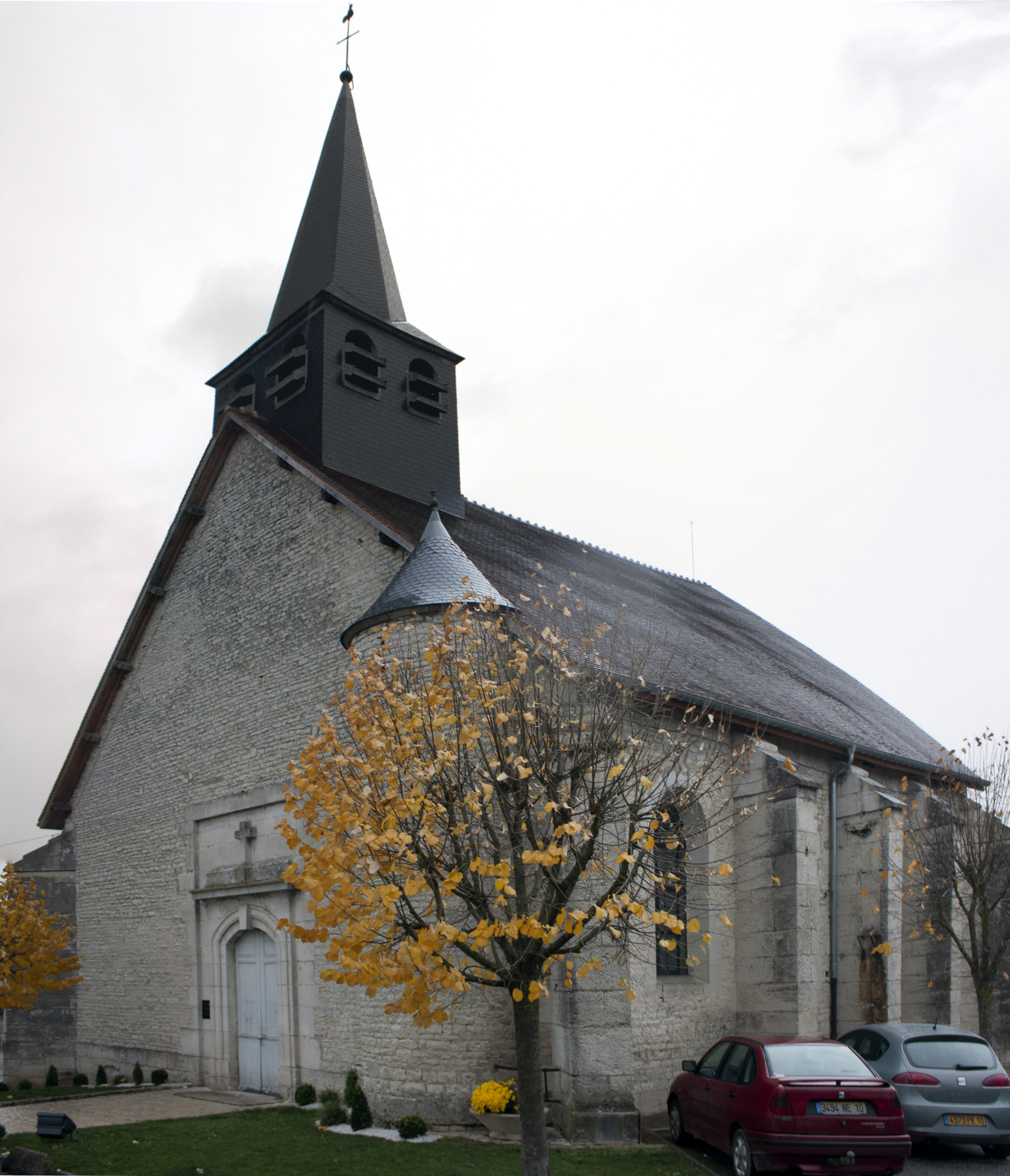
Église Saint-Martin
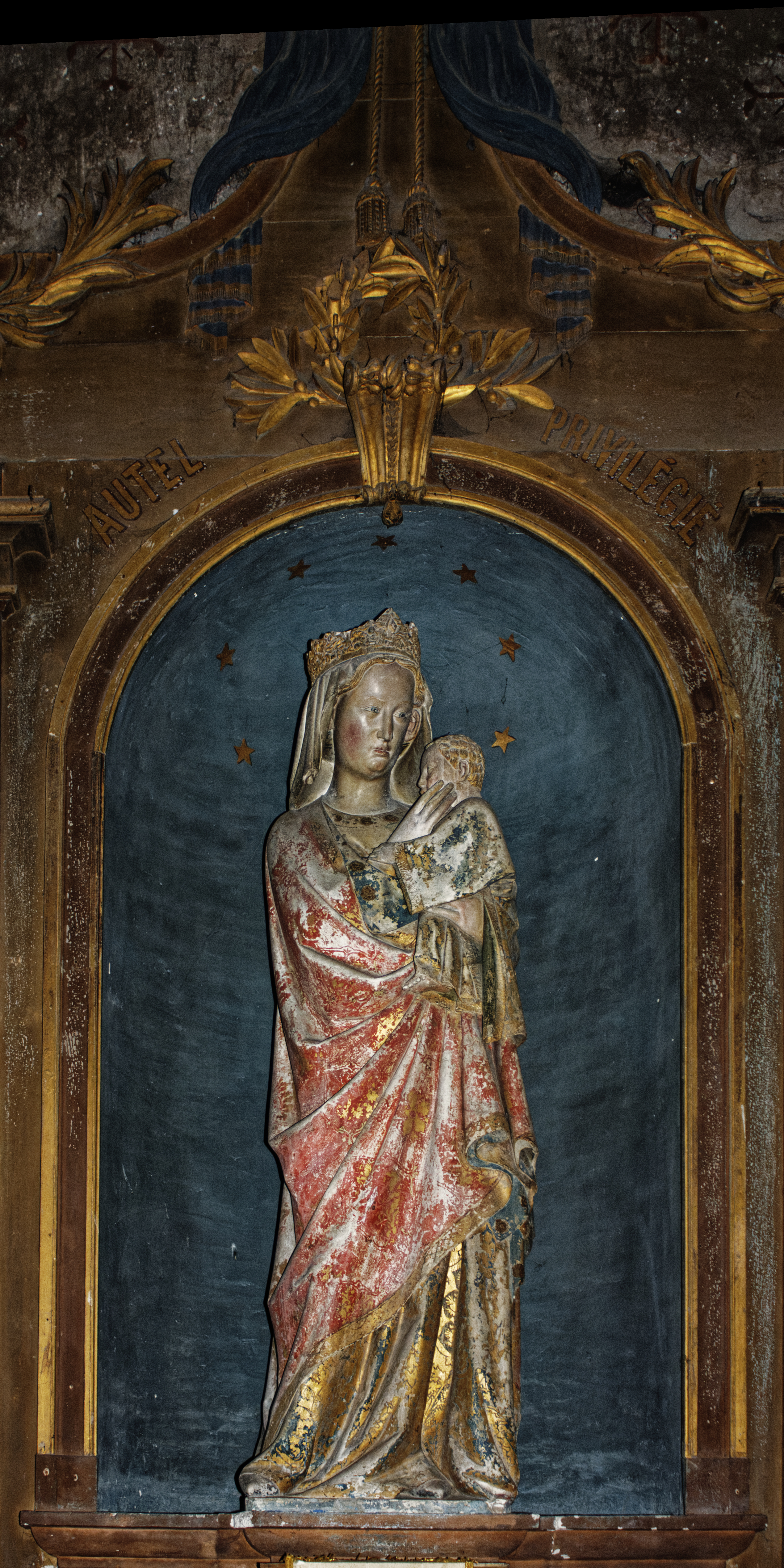
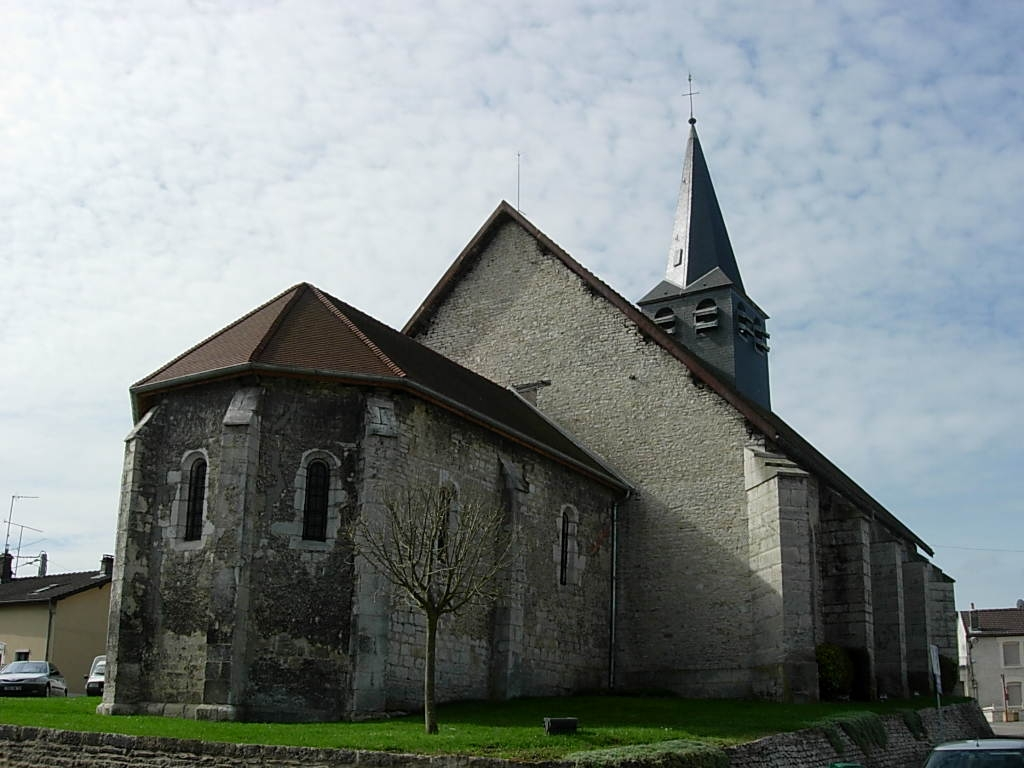